# Гірнича документація
Гірнича документація (рос. горная графическая документация, англ. mine graphic documentation, нім. grafische Bergbaudokumentation f) — креслення гірничого підприємства, складені за результатами натурних вимірювань, їх математичної обробки і побудовані способом геометричних проєкцій. 

## Загальний опис
На кресленні наносять в будь-якій комбінації ситуацію та рельєф земної поверхні, гірничі виробки та геологічну ситуацію.
Розрізнюють початкові креслення (складені за результатами безпосередніх вимірів і зйомок) і похідні (отримані шляхом репродукції з початкових, в тому числі зі зміною масштабу та змісту).
На гірничому підприємстві гірничу документацію розділяють на п'ять комплектів відповідно до їх призначення:
- креслення земної поверхні,
- креслення гірничих виробок,
- гірничо-геологічні,
- гірничо-геометричні,
- виробничо-технічні для планування і оперативного керівництва гірничими роботами.

Складання креслень гірничої документації здійснюється відповідно до єдиних умовних позначок (контурних, масштабних, немасштабних, комбінованих, пояснювальних тощо) і державних стандартів.